# HC Minaur Baia Mare
Minaur Baia Mare egy nagybányai kézilabdaklub, Románia első kézilabdaklubja.

## Története
A Minaur legeredményesebb vidéki román kézilabdacsapat. A román diktatúra ideje alatt, a '70-es és '80-as években a kizárólag fővárosi csapatok diadalmaskodhattak minden sportágban, úgy kézilabdában is. Végig a Nagybányai Minaur számított a bukaresti kézilabda klubok legfőbb versenyképes ellenfelének.

### Alapítás
A HC Minaur Baia Mare május 15-én, 1974-ben lett alapítva. Így az első, kizárólag kézilabdára szakosodott sportklub lett az országból. Nevének jelentése Aranybánya, utalva a Nagybánya környéki aranybányákra. Minaur kezdetektől fogva napjainkig kizárólag a romániai kézilabdabajnokság első osztályában játszik. Kezdetekben aranyszínű mezben játszottak.

### Első sikerek
Az első kiirását a Román Kézilabda Kupának, 1977/1978-ban a Minaur nyerte.
1978/79-ben veretlenül, kettős győzelmekkel jut a KEK elődöntőbe, ahol viszont a SC Magdeburg bucsúztatja.
1979/80-as és 1980/81-es szezonokban második lesz.
1980/81-ben ismét a KEK elődöntőbe jut, ahol a TUS Nettelstedt ellen esik ki.
A Minaur ezekben az években az egyedüli vidéki csapat a román bajnokságból, amely nemzetközi porondon szerepel, gyakran jóval sikeresebben, mint a bukaresti klubok.

### Az igazi sikerek
Annak ellenére, hogy a bajnokságban rendre a legerősebb kerettel rendelkező és legszebben játszó csapat, a bukaresti hegemóniát nem tudja megtörni. Azonban a nemzetközi kupákban, ahol már semleges a biráskodás sokkal eredményesebb, mint a bukaresi klubok. Ilyen eredmény az

#### 1985-ös IHF-kupa győzelem
1985-ben az első román nemzetközi kézilabdasikert éri el, amikor a szovjet ZTR Zaporozhyet győzi le az IHF kupa döntőjében.
Út a győzelemig:
1. I. kör (tizenhatodok): Minaur – ITU Istanbul (török) 45-17 (26-20) és 41-32 (23-9);
2. II. kör (nyolcaddöntő): Minaur – IF Helsingor (dán) 32-25 (16-10) és 26-19 (11-7);
3. III. kör (negyeddöntő): Minaur – Lokomotiva Trnava (csehszlovák)37-22 (19-10) és 31-29 (18-14);
4. IV. kör (elődöntő): Minaur – WAT Margareten Viena Steyr Fiat (osztrák) 37-19 (19-10) és 28-25 (15-13);
5. DÖNTŐ: Minaur - SII Zaporoje (szovjet) 22-17 (10-7) és 14-18 (5-7).

#### 1988-as IHF-kupa győzelem
Majd, 1988-ban megismételte a sikert:
1. I. kör (tizenhatodok): Minaur – Tatran Preșov (csehszlovák) 32-21 (18-11) és 26-21 (14-13);
2. II. kör (nyolcaddöntő): Minaur – HK Drott Halmstad (svéd) 19-29 (9-13) és 28-18 (11-9);
3. III. kör (negyeddöntő): Minaur – HIK Copenhaga (dán) 20-25 (6-11) és 24-16 (10-6);
4. IV. kör (elődöntő): Minaur – FC Barcelona (spanyol) 21-22 (11-11) és 24-22 (11-13);
5. DÖNTŐ: Minaur – Granitas Kaunas (szovjet) 20-21 (11-8) és 23-20 (10-11).

### A negyed évszázados álom
24 évvel az alapítás után, 1998-ban valóravált minden nagybányai kézilabda szerető álma: a HC Minaur Románia bajnoka lett! Egy év múlva, 1999-ben pedig megismétlődött a siker, újra bajnok lett csapat.

### További eredmények
- Román Bajnokság
  - Aranyérem: 1998 és 1999;
  - Ezüstérem: 1980, 1981, 1985, 1992 1993, 1994, 1995;
  - további 16 alkalommal volt bronzérmes.

- Román Kézilabda Kupa
  - első: 1978, 1983, 1984, 1989, 1999;
  - második: 1985.

- IHF Kupa
  -     - Győztes: 1985, 1988.

- Kupagyőztesek Európa Kupája
  - elődöntős: 1979, 1981, 1986.

## Híres játékosok
- Gheorghe Covaciu
- Ioan Marta
- Doru Porumb
- Alexandru Stamate
- Maricel Voinea
- Várady Gyula

## Híres edzők
- Ioan Gerhardt
- Aihan Omer
- Lascar Pana

## Külső hivatkozások
HC Minaur Baia Mare hivatalos weboldala román, angol és francia nyelven 